# Amy Vanderbilt
Amy Osborne Vanderbilt (New York, 22 juli 1908 – aldaar, 27 december 1974) was een Amerikaans experte op het gebied van etiquette, schrijfster en presentatrice. Ze is vooral bekend van haar boek Amy Vanderbilt's Complete Book of Etiquette uit 1952. Het boek werd later opnieuw uitgebracht als Amy Vanderbilt's Etiquette en wordt anno 2024 nog steeds bijgewerkt en verkocht, en gezien als de gouden standaard.

## Leven en werk
Amy Vanderbilt claimde af te stammen van Jan Aertszoon van der Bilt, een telg uit de familie Vanderbilt, die in 1650 naar Nieuw-Nederland (thans New York) emigreerde. Dit is echter nooit bewezen.
Vanderbilt werd geboren op Staten Island in New York en was de dochter van Joseph Mortimer Vanderbilt, tussenpersoon bij een verzekeraar, en Mary Estelle Brooks Vanderbilt. Amy Vanderbilt doorliep Curtis High School en werkte vanaf haar zestiende deeltijds als verslaggeefster bij het dagblad Staten Island Advance. Daarna verhuisde ze naar Zwitserland om er te gaan studeren. Na terugkomst in Amerika vervolgde ze haar studie, eerst aan het Packer Collegiate Institute in Brooklyn en vervolgens aan de New York-universiteit.
Na haar studie werkte ze in de reclame-industrie en public relations. Na vijf jaar onderzoek publiceerde ze in 1952 haar eerste boek: Amy Vanderbilt's Complete Book of Etiquette. Van 1954 tot 1960 presenteerde ze het televisieprogramma It's in Good Taste en van 1960 tot 1962 het radioprogramma The Right Thing to Do. Ook werkte ze als consultant voor verschillende organisaties en de United States Department of State. In 1961 publiceerde ze een nieuw boek genaamd Amy Vanderbilt's Complete Cook Book, met illustraties van Andy Warhol. Dit waren Warhols eerste solo-illustraties.

## Privéleven
Vanderbilt was vier keer getrouwd (haar eerste drie huwelijken eindigden in een echtscheiding): van 1929 tot 1932 met Robert S. Brinkerhoff, vanaf 1935 met Morton G. Clark, vanaf 1945 met Hans Knopf en in 1968 met Curtis B. Kellar. Vanderbilt kreeg drie zoons: Lincoln Gill Clark, Paul Vanderbilt Knopf en Stephen John Knopf.
Op 27 december 1974 overleed Vanderbilt aan meerdere hoofdverwondingen, waaronder een schedelfractuur, nadat ze eerder die dag uit een raam van haar huis was gesprongen of gevallen. Het is nooit opgehelderd of de val een ongeluk was (volgens vrienden en familie was ze af en toe duizelig door haar hogebloeddrukmedicatie) of dat ze bewust uit het raam gesprongen is. Vanderbilt ligt begraven op Cemetery of the Evergreens in Brooklyn, New York.
- Bibliothèque nationale de France: cb11495806b (data)
- CiNii: DA03984405
- Gemeinsame Normdatei: 132682222
- International Standard Name Identifier: 0000 0001 1333 4163
- Library of Congress Control Number: n80005744
- Nationale Bibliotheek van Letland: 000125607
- Bibliotheek van het Japanse parlement: 00459556
- Nationale Bibliotheek van Israël: 987007279141805171
- SNAC: w6mq7wgb
- Virtual International Authority File: 165495172
- WorldCat: E39PBJh4rwb3WryVqwhJQGkRrq